# Garanti Koza Sofia Open 2016
Garanti Koza Sofia Open 2016 — тенісний турнір, що проходив на кортах з твердим покриттям у місті Софія, Болгарія з 1 лютого. Належав до категорії ATP World Tour 250.

## Фінальна частина

### Одиночний розряд
Роберто Баутіста Аґут —  Віктор Троїцький 6–3, 6–4

### Парний розряд
Веслі Колгоф /  Матве Мідделкоп —  Філіпп Освальд /  Аділ Шамасдін 5–7, 7–6(11–9), [10–6]